# Indonesia Raya
Indonesia Raya is het volkslied van Indonesië. Het werd voor het eerst ten gehore gebracht tijdens een jeugdcongres, Kongres Pemuda, op 28 oktober 1928 in wat toen nog Batavia was, het tegenwoordige Jakarta. De Chinese krant Sin Po publiceerde als eerste krant in Indië dit volkslied. Na het uitroepen van de Indonesische onafhankelijkheid (1945) werd het tot volkslied gepromoveerd. Tekst en muziek werden geschreven door Wage Rudolf Soepratman. In 1949 schonk Nederland de orkestratie van het volkslied, waarvoor Jos Cleber de opdracht had gekregen. Begin 21e eeuw wordt dit volkslied nog steeds in zijn toonzetting uitgevoerd.
| Indonesia tanah airku, Tanah tumpah darahku. Disanalah aku berdiri, Jadi pandu ibuku. Indonesia kebangsaanku, Bangsa dan Tanah Airku. Marilah kita berseru "Indonesia bersatu."                                                                                | Indonesië, mijn vaderland, mijn geboorteland, daar is het dat ik sta, Als een gids van mijn moeder Indonesië, mijn nationaliteit, mijn volk en mijn vaderland laten wij het uitroepen: ‘Indonesië is een.’                                                                             |
| Hiduplah tanahku, Hiduplah negriku, Bangsaku, Rakyatku, semuanya. Bangunlah jiwanya, Bangunlah badannya Untuk Indonesia Raya. | Leve, mijn grond, Leve, mijn land Mijn natie, mijn volk, allen. Laat toch zijn ziel ontwaken, Laat toch zijn lichaam overeind komen Voor een Groot Indonesië |
| (REFREIN:) Indonesia Raya, Merdeka, Merdeka Tanahku, negriku yang kucinta. Indonesia Raya, Merdeka, Merdeka Hiduplah Indonesia Raya. Indonesia Raya, Merdeka, Merdeka Tanahku, negriku yang kucinta. Indonesia Raya, Merdeka, Merdeka Hiduplah Indonesia Raya. | (REFREIN:) Groot Indonesië, vrij, onafhankelijk! Mijn grond, mijn land dat ik liefheb Groot Indonesië, vrij, onafhankelijk Leve Groot Indonesië! Groot Indonesië, vrij, onafhankelijk! Mijn grond, mijn land dat ik liefheb Groot Indonesië, vrij, onafhankelijk Leve Groot Indonesië! |
| Indonesia! Tanah yang mulia, Tanah kita yang kaya. Di sanalah aku berada Untuk slama-lamanya. Indonesia, Tanah pusaka, Pusaka Kita semuanya. Marilah kita mendoa, "Indonesia bahagia!"                                                                         | Indonesië, edel land, ons rijke land daar is het dat ik leef! voor altijd Indonesië, land dat we geërfd hebben, erfgoed van ons allen laten we allen bidden, Indonesië, heil! |
| Suburlah Tanahnya, Suburlah jiwanya, Bangsanya, Rakyatnya semuanya. Sadarlah hatinya, Sadarlah budinya Untuk Indonesia Raya. | Laat zijn grond toch vruchtbaar zijn, laat zijn levensgeest toch vruchtbaar zijn zijn natie, zijn volk, allen, wees er toch van bewust in hart en wees er toch van bewust in karakter voor een Groot Indonesië.                                                                        |
| REFREIN | |
| Indonesia! Tanah yang suci, Tanah kita yang sakti. Disanalah aku berdiri 'Njaga ibu sejati. Indonesia! Tanah berseri, Tanah yang aku sayangi. Marilah kita berjanji: "Indonesia abadi!"                                                                        | Indonesië, heilig land, ons magische land daar is het dat ik sta, mijn ware Moeder beschermend. Indonesië, stralend land, land waar ik van hou laten wij dan beloven: Indonesië is eeuwig!                                                                                             |
| Slamatlah Rakyatnya, Slamatlah putranya, Pulaunya, lautnya semuanya. Majulah Negrinya, Majulah Pandunya Untuk Indonesia Raya. | Heil voor zijn volk, heil voor zijn zonen Zijn eilanden, zijn zeeën, alles! Voorwaarts, oh land, Voorwaarts, oh leiders, voor een Groot Indonesië |
| REFREIN | |